# Anatoliska plattan

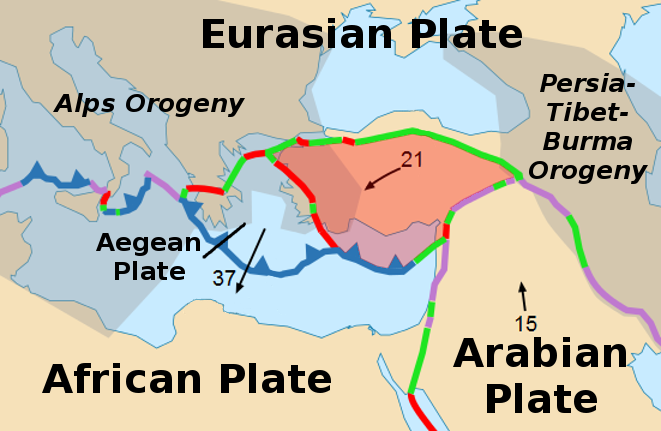
Anatoliska plattan

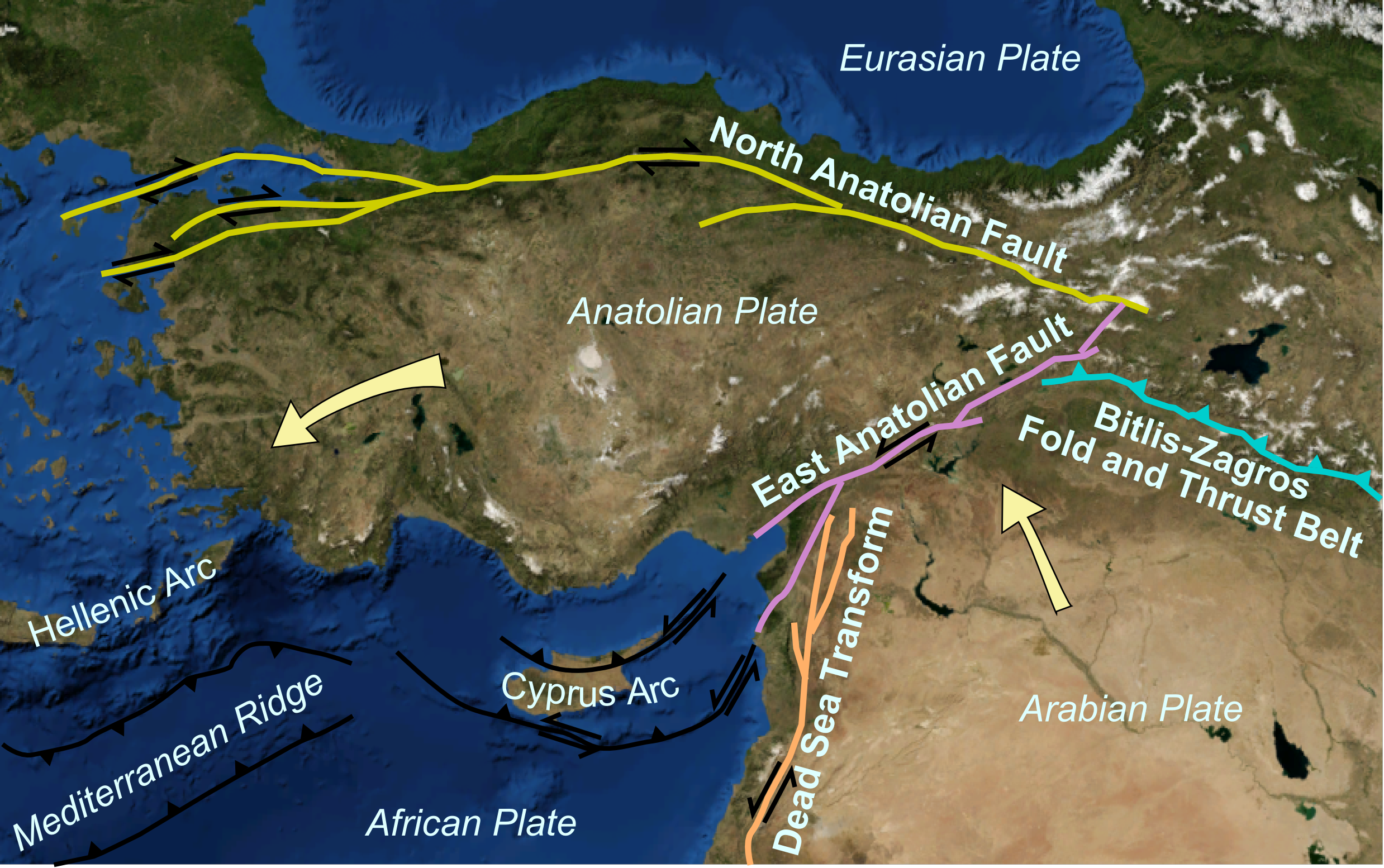
Tektoniska strukturer kring den anatoliska plattan.

Anatoliska plattan är en liten litosfärplatta, en så kallad mikroplatta men omfattande större delen av Anatolien, eller Mindre Asien, och Cypern. I de fall man vill gruppera mindre plattor ihop med större enheter, brukar den hänföras till den eurasiska kontinentalplattan.
Rörelser längs plattans östra och norra förkastningslinjer orsakar återkommande jordbävningar i dessa delar av Turkiet. Vid Östra anatoliska förkastningen trycks den anatoliska plattan västerut av den arabiska plattan i en så kallad vänster-lateral horisontell, eller transform, rörelse. Även vid Norra anatoliska förkastningen sker en horisontell rörelse, men höger-lateral, där den anatoliska plattan förs västerut i förhållande till den eurasiska kontinentalplattan.
Plattan möter vid sin södra kant den afrikanska kontinentalplattan, som är på väg norrut och i en subduktionszon nära Cypern dyker ner under den anatoliska plattan, vilket orsakat upprepade jordbävningar i detta område.
I väster finns den lilla egeiska plattan, som ofta betraktas som en egen platta men av en del betraktas som tillhörande en egeisk-anatoliska platta med mellanliggande deformationszon.